# Équemauville
Équemauville è un comune francese di 1 279 abitanti situato nel dipartimento del Calvados nella regione della Normandia.

## Società

### Evoluzione demografica
Abitanti censiti